# Lat Lum Kaeo (huyện)
Lat Lum Kaeo (tiếng Thái: ลาดหลุมแก้ว) là huyện cực tây của tỉnh Pathum Thani, miền trung Thái Lan.
Huyện được thành lập ngày 28 tháng 3 năm 1906.

## Địa lý
Các huyện giáp ranh (từ phía bắc theo chiều kim đồng hồ) là Lat Bua Luang của Ayutthaya Province, Sam Khok và Mueang Pathum Thani của tỉnh Pathum Thani, Pak Kret, Bang Bua Thong và Sai Noi của tỉnh Nonthaburi.

## Hành chính
Huyện này được chia thành 7 phó huyện (tambon), các đơn vị này lại được chia ra thành 67 làng (muban). Rahaeng là một thị trấn (thesaban tambon) và nằm trên một phần của tambon Rahaeng.
| Nr. | Tên              | Tên tiếng Thái | Số làng |  |  |
| 1.  | Rahaeng          | ระแหง          | 12      |  |  |
| 2.  | Lat Lum Kaeo     | ลาดหลุมแก้ว      | 7       |  |  |
| 3.  | Khu Bang Luang   | คูบางหลวง       | 12      |  |  |
| 4.  | Khu Khwang       | คูขวาง          | 5       |  |  |
| 5.  | Khlong Phra Udom | คลองพระอุดม     | 13      |  |  |
| 6.  | Bo Ngoen         | บ่อเงิน          | 7       |  |  |
| 7.  | Na Mai           | หน้าไม้          | 11      |  |  |